# Augustus forum

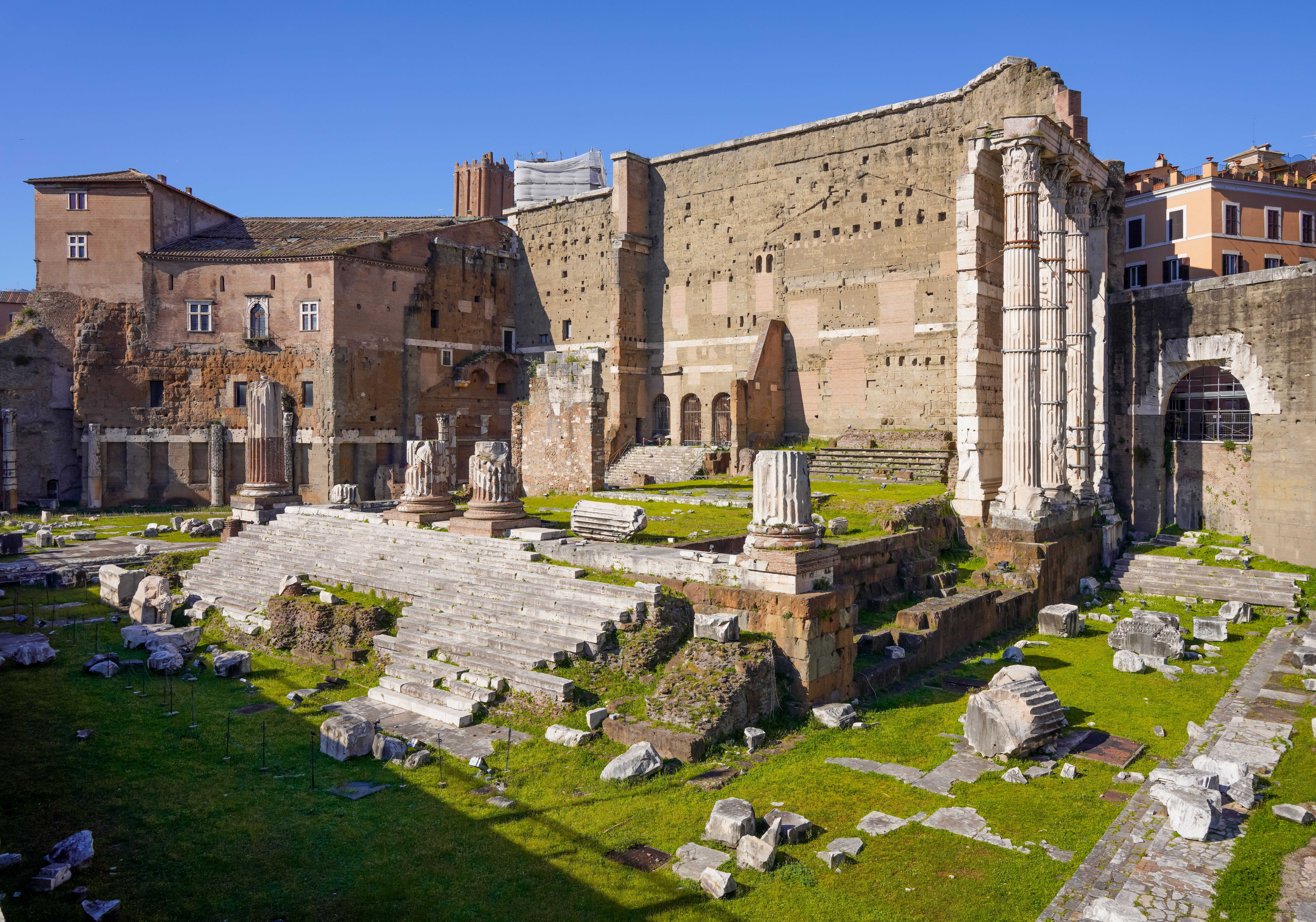
Augustus forum med resterna av Mars Ultors tempel.

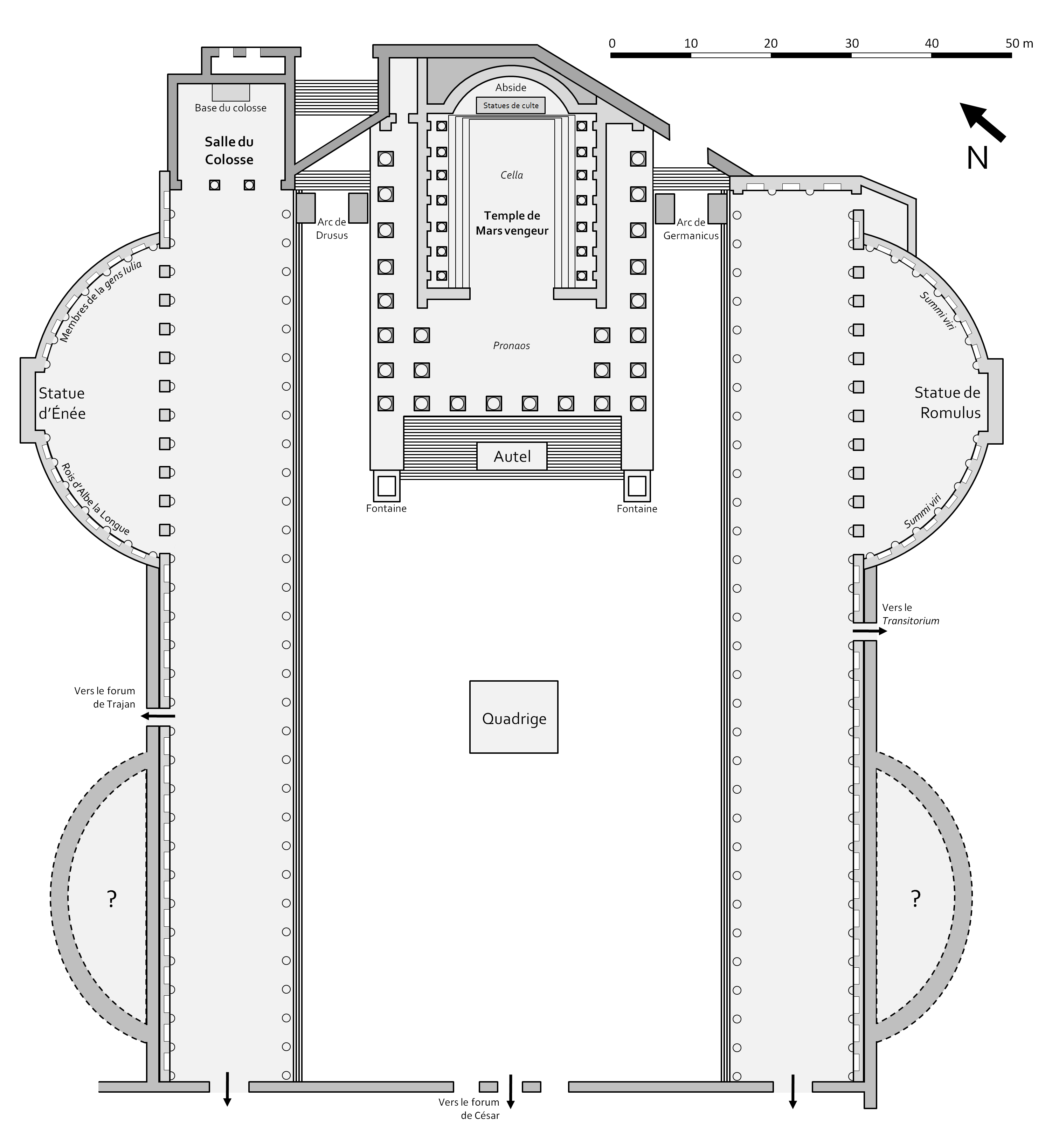
Plan över Augustus forum.

Augustus forum är utlagt norr om Forum Romanum, i rät vinkel mot Caesars forum. 
Det består av en öppen plats med portiker på sidorna och med ett tempel invigt åt Mars Ultor (hämnaren) på bortre kortsidan. Det uppfördes till minne av segern vid Filippi år 42 f.Kr., där Julius Caesars mördare mötte döden. Den rikt utsmyckade anläggningen invigdes år 2 f.Kr. Templet lyste i vit marmor mot en färgrikare omgivning; de gröna kolonnerna i portiken bar en attika prydd med sköldar och karyatider. Templet och portiken kompletterades med halvcirkelformade exedror.
Den skulpturala utsmyckningen var rik, och programmet var på samma gång patriotiskt och dynastiskt. I templets gavel tronade guden Mars, omgiven av bland andra Venus och Minerva. I exedran på Venus sida stod Aeneas, flankerad av kungarna i Alba Longa – staden han grundade – och medlemmar av den juliska ätten. På motsatt sida fanns Romulus omgiven av stora personligheter från den romerska republiken. Nya statyer över segerrika fältherrar ställdes upp här ända fram till Trajanus tid, då man fortsatte på Trajanus forum.